# Марич, Роман Ростиславович
Роман Ростиславович Марич (укр. Роман Ростиславович Марич; род. 17 июля 1977, Львов) — украинский футболист, нападающий. Позже — тренер.

## Биография
Воспитанник школы львовских «Карпат». Начал профессиональную карьеру в «Карпатах». Дебют состоялся 5 декабря 1993 года в игре Кубка Украины против луганской «Зари», в которой Марич отличился забитым голом, а его команда обеспечила себе победу (6:1). В чемпионате Украины провёл всего одну игру, которая состоялась 19 июня 1994 года против киевского «Динамо» (1:2).
Марич выступал за юношескую сборную Украины до 17 лет. В игре квалификации на чемпионат Европы 1994 года против Армении Марич отличился хет-триком, а матч в итоге закончился со счётом (9:0).
С мая по июнь 1995 года играл в моршинском «Медике» в любительском чемпионате Украины, после чего присоединился к «Газовику» (Комарно). Зимой 1997 года присоединился к клубу «Гарай» из города Жолква Львовской области. В команде Второй лиги играл на протяжении двух лет. Во втором круге сезона 1998/99 присоединился к ужгородскому «Закарпатью» и вместе с клубом стал победителем Второй лиги. Летом 2000 года перешёл во львовское «Динамо». В составе «динамовцев» дважды занимал четвёртое место во Второй лиге. Завершил карьеру игрока во второлиговом «Техно-Центре» в 2003 году. Затем играл за любительские «Сокол» из Бережан и «Сокол» из Суховоли.
По окончании карьеры футболиста перешёл на работу детского тренера. Работал в клубе «Львове». Тренировал группу 1996 года рождения. В 2009 году команда занимала третье место на Кубке Вараксина и первое на мемориале Богдана Маркевича. Среди его воспитанников Юрий Копына, Олег Кудрик, Марьян Мысык, Николай Буй и Олег Панасюк. Под его руководством юные львовяне дважды попадали в финальную часть ДЮФЛ. По итогам 2011 года Марич был удостоен звания лучшего тренера детского-юношеской команды Львовской области.
В сентябре 2011 года стал исполняющим обязанности главного тренера «Львова», который выступал в Первой лиге и испытывал финансовые трудности. Первая игра под его руководством завершилась поражением от «Буковины» (1:2). Всего под его руководством команда провела 11 игр и во всех матчах была повержена соперниками. 2 февраля 2012 года команду возглавил Владимир Журавчак, а Марич вошёл в его тренерский штаб.
В 2015 году тренировал детей 2001 года рождения.